# Kimmo Rauhamäki
Kimmo Rauhamäki, född den 31 mars 1951 i Längelmäki, finländsk orienterare som tog brons i stafett vid VM 1976.